# ماجستير الآداب في التربية الخاصة
ماجستير الآداب في التربية الخاصة هو درجة أكاديمية عُليا تمنحها الجامعات في العديد من الدول، ويهدف هذا البرنامج إلى تنمية قدرات وإمكانات المعلمين المتخصصين في تعليم الأطفال ذوي الاحتياجات الخاصة، مثل الطلاب الذين يعانون من اضطراب طيف التوحد.

## هيكل المنهج الدراسي
ماجستير الآداب في التعليم الخاص هو برنامج دراسات عليا يستغرق عامين لإتمامه، إلا أن بعض البرامج قد تُنجز خلال مدة أقصر، تصل إلى أقل من 18 شهرًا، وذلك بحسب طبيعة البرنامج ومحتواه.
قد تتضمن موضوعات الدراسة ما يلي:
- تحليل السلوك التطبيقي.
- علاجات التوحد.
- مهارات التواصل والمهارات الاجتماعية.
- الإعاقة النمائية.
- التدخل في مرحلة الطفولة المبكرة.
- الممارسة القائمة على الأدلة.
- برنامج التعليم الفردي.
- دعم السلوك الإيجابي.
- الانضباط الإيجابي.
- تخطيط الانتقال.

## المؤسسات التي تقدم برامج درجة الماجستير في التربية الخاصة
يوجد عدد محدود من الجامعات التي تقدم هذا المسار الدراسي، إلا أن هذا العدد يشهد تزايدًا مستمرًا. فيما يلي قائمة بالمؤسسات التي تقدم برنامج ماجستير الآداب في التعليم الخاص:
- جامعة بول ستيت.[1]
- جامعة رود آيلاند.[2]
- جامعة سانت توماس (مينيسوتا).[3]
- جامعة ولاية سان فرانسيسكو.[4]
- كلية لانكستر للكتاب المقدس.[5]